# A Semana (Gazeta de Notícias)

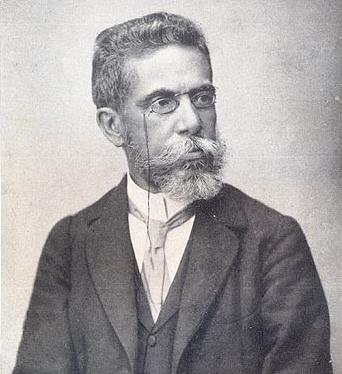
Machado de Assis em 1896

A Semana foi uma coluna semanal de crônicas jornalísticas de Machado de Assis, segundo John Gledson "a maior e a melhor", publicada aos domingos, sem assinatura, pelo jornal Gazeta de Notícias, de 24 de abril de 1892 até 28 de fevereiro de 1897, totalizando 248 crônicas. Em 28/2 o cronista despede-se do leitor, alegando que, assim como Deus "descansou um dia, depois de seis dias de trabalho, força é que eu descanse algum tempo depois de uma obra de anos". 
Seis dessas crônicas foram incluídas pelo próprio autor em seu livro Páginas Recolhidas, que além de oito contos inclui as seis crônicas, um discurso, uma peça teatral, uma crítica literária e uma página de reminiscências ("O Velho Senado"). "Nelas estamos diante do estilo do último Machado, do Machado definitivo. Através delas descortina-se um amplo quadro histórico da vida do país e do mundo, até onde as agências de notícias podiam alcançar, do fim do século XIX, sob a ótica de um espectador cético, irônico e desencantado."

## Coluna "Crônica"
Em 7 de março de 1897, a coluna foi assumida por Olavo Bilac e passou a se chamar "Crônica". Em 4 e 11 de novembro de 1900, por ocasião de uma viagem de Bilac à Argentina, Machado o substituiu na coluna, mas sem assiná-la, "seu canto de cisne do jornalismo". "Foi uma volta fugaz à crônica semanal, abandonada desde o fim da série de A Semana, fazia mais de três anos e meio."

## Publicações póstumas
Cento e seis crônicas de "A Semana" + as duas de "Crônica" foram coletadas por Mário de Alencar e publicadas pela Livraria Garnier no livro A Semana em 1914. Na primeira edição das Obras Completas de Machado de Assis, pela editora W. M. Jackson, em 1937, as crônicas de "A Semana" ocuparam três volumes. Em 1996 John Gledson publicou uma nova edição das crônicas de 1892-93 pela Editora Hucitec. As crônicas de 1894, com introdução, notas e artigo de John Gledson, foram publicadas no v. 1 n. 2 (2018) da Machadiana Eletrônica. As crônicas de 1º de janeiro a 24 de novembro de 1895 foram publicadas no v. 4 n. 8 (2021) da Machadiana Eletrônica. As crônicas de 1º de dezembro de 1895 a 28 de fevereiro de 1897 foram publicadas no v. 7 n. 14 (2024) da Machadiana Eletrônica.

## Colaboração de Machado naGazeta de Notícias
A Gazeta de Notícias foi o jornal em que Machado de Assis colaborou por mais tempo como cronista, de 1883 até 1900, adotando vários pseudônimos. "Teve este grande jornal dos tempos do Império uma influência considerável na carreira jornalística e literária de Machado".  De 1883 a 1886 publicou, sob o pseudônimo de Lélio, os "comentários humorísticos" das "Balas de Estalo". Em 1886 publicou, sob o pseudônimo João das Regras, os diálogos de "A + B", de duração efêmera. Como os jornais da época vinham publicando folhetins rimados e a Gazeta de Notícias estava sem "poeta", Machado veio a suprir a lacuna, publicando, de 1886 a 1888, sob o pseudônimo de Malvólio, os "comentários rimados" da "Gazeta de Holanda". De 1888 a 1889, publicou "crônicas leves, alegres, bem humoradas" com o título de "Bons Dias!" e de 1892 a 1900 publicou sua coluna de mais longa duração, "A Semana".

## Trechos de crônicas

### Capacidade de trabalho dos chineses
Depois, o trabalho. Que outro bicho humano iguala o Chim [chinês]? Um cego, entre nós, pega da viola e vai pedir esmola cantando. Ora, o padre João de Lucena refere que na China todos os cegos trabalham de um modo original. São distribuídos pelas casas particulares e postos a moer arroz ou trigo, mas de dois em dois, “porque fique assim a cada um menos pesado o trabalho com a companhia e conversação do outro”. Os aleijados, se não têm pernas, trabalham de mãos; os que não tem braços, andam ao ganho com uma cesta pendurada ao pescoço, para levar compras às casas dos que os chamam, — ou servem de correio a pé. Aproveita-se ali até o último caco de homem. (“A Semana”, Gazeta de Notícias, 18/9/1892)

### Inauguração dos bondes elétricos
Não tendo assistido a inauguração dos bonds elétricos, deixei de falar neles. Nem sequer entrei em algum, mais tarde, para receber as impressões da nova tração e contá-las. Daí o meu silêncio da outra semana. Anteontem, porém, indo pela Praia da Lapa, em um bond comum, encontrei um dos elétricos, que descia. Era o primeiro que estes meus olhos viam andar.
Para não mentir, direi o que me impressionou, antes da eletricidade, foi o gesto do cocheiro [por força do hábito, Machado chama o condutor do bonde elétrico de “cocheiro”]. Os olhos do homem passavam por cima da gente que ia no meu bond, com um grande ar de superioridade. Posto não fosse feio, não eram as prendas físicas que lhe davam aquele aspecto. Sentia-se nele a convicção de que inventara, não só o bond elétrico, mas a própria eletricidade. [...]
Em seguida, admirei a marcha serena do bond, deslizando como os barcos dos poetas, ao sopro da brisa invisível e amiga. Mas, como íamos em sentido contrário, não tardou que nos perdêssemos de vista, dobrando ele para o Largo da Lapa e Rua do Passeio, e entrando eu na Rua do Catete. Nem por isso o perdi de memória. (“A Semana”, Gazeta de Notícias, 16/10/1892)

### Lei Áurea
Houve sol, e grande sol, naquele domingo de 1888, em que o Senado votou a lei, que a regente sancionou, e todos saímos à rua. Sim, também eu saí à rua, eu o mais encolhido dos caramujos, também eu entrei no préstito, em carruagem aberta, se me fazem favor, hóspede de um gordo amigo ausente; todos respiravam felicidade, tudo era delírio. Verdadeiramente, foi o único dia de delírio público que me lembra ter visto. (“A Semana”, Gazeta de Notícias, 14/5/1893)

### Aterro da Baía da Guanabara
Entre parêntesis, não se pense que sou oposto a qualquer idéia de aterrar parte da nossa baía. Sou de opinião que temos baía de mais. O nosso comércio marítimo é vasto e numeroso, mas este porto comporta mil vezes mais navios dos que entram aqui, carregam e descarregam, e para que há de ficar inútil uma parte do mar? Calculemos que se aterrava metade dele; era o mesmo que alargar a cidade. Ruas novas, casas e casas, tudo isso rendia mais que a simples vista da água movediça e sem préstimo. [Aparentemente trata-se de ironia, mas Machado mal imaginava que um dia a baía seria em parte aterrada, sim, para a construção de um parque!] (“A Semana”, Gazeta de Notícias, 25/2/1894)

### Século XX
Que inveja que tenho ao cronista que houver de saudar desta mesma coluna o sol do século XX! Que belas coisas que ele há de dizer, erguendo-se na ponta dos pés, para crescer com o assunto, todo auroras e folhas verdes! Naturalmente maldirá o século XIX, com as suas guerras e rebeliões, pampeiros e terremotos, anarquia e despotismo, coisas que não trará consigo o século XX, um século que se respeitará, que amará os homens, dando-lhes a paz, antes de tudo, e a ciência, que é ofício de pacíficos. (“A Semana”, Gazeta de Notícias, 6/1/1895)

### Ressurreição das Olimpíadas
Se quereis ver a diferença de uma e outra ciência, comparai as alegrias vivas do nosso jardim Zoológico [assunto anterior da crônica] com o projeto de ressuscitar em Atenas, após dois mil anos, os jogos olímpicos. Realmente, é preciso ter grande amor a essa ciência de farrapos para ir desenterrar tais jogos. Pois é do que trata agora uma comissão, que já dispõe de fundos e boa vontade.
Está marcado o espetáculo para abril de 1896. [De fato, os primeiros Jogos Olímpicos da Era Moderna ocorreram em Atenas em 1896.] (“A Semana”, Gazeta de Notícias, 17/3/1895)

### Espiritismo
Há muito que os espíritas afirmam que os mortos escrevem pelos dedos dos vivos. Tudo é possível neste mundo e neste final de um grande século. (“A Semana”, Gazeta de Notícias, 13/9/1896)